# Orji Uzor Kalu
Orji Uzor Kalu (* 21. April 1960 in Aba) ist ein nigerianischer Politiker. Er war von 1999 bis 2007 Gouverneur des Bundesstaates Abia.
Kalu besuchte die Christ the King School und die Eziama High School in Aba und das Government College in Umuahia. Er studierte an der University of Maiduguri, an der Harvard University und an der Abia State University. Vor seiner Wahl zum Gouverneur war Kalu Vorsitzender eines in mehreren westafrikanischen Ländern tätigen Konzerns, dem unter anderem die Fluggesellschaft Slok Air (später Slok Air Gambia) und die Tageszeitung The Sun angehörten.
Von 1992 bis 1993 war Kalu Repräsentantenhausabgeordneter. Als Mitglied der People’s Democratic Party (PDP) war er vom 29. Mai 1999 bis zum 29. Mai 2007 Gouverneur des Bundesstaates Abia.
Bei den Präsidentschaftswahlen 2007 kandidierte er für die Progressive Peoples Alliance (PPA) und erhielt 1,73 % aller Stimmen. Nach der Bekanntgabe seiner Kandidatur im Oktober 2006 begann die nigerianische Kommission für Wirtschafts- und Finanzkriminalität (EFCC) gegen Kalus Mutter und 18 weitere Verwandte und Regierungsangehörige zur ermitteln; die Anklage lautet unter anderem auf Geldwäsche, Diebstahl, Unterschlagungen und Betrug.